# Stenellipsis albovittata
Stenellipsis albovittata là một loài bọ cánh cứng trong họ Cerambycidae.